# Emily Frost Phipps
Emily Frost Phipps ou Emily Phipps (7 novembre 1885 – 3 mai 1943) est une enseignante et avocate britannique, militante féministe, suffragiste et syndicaliste. Elle est une figure majeure du National Union of Women Teachers (« Syndicat National des Femmes Enseignantes ») et de la Women's Freedom League (« Ligue féminine pour la liberté »).